# Carl Palmer
Carl Palmer (født Carl Frederick Kendall Palmer den 20. marts 1950)  er en britisk trommeslager, der var aktiv inden for den progressive rock i 1970'erne. Han har bl.a. spillet med Emerson, Lake & Palmer, Asia og Atomic Rooster.

## Biografi
Carl Palmer startede sin karriere i den progressive rockgruppe Atomic Rooster som 19-årig, men medvirkede kun på debutpladen af samme navn inden han droppede gruppen og dannede Emerson, Lake & Palmer (ELP) sammen med Keith Emerson og Greg Lake i 1970. ELP var en såkaldt supergruppe, dvs. sammensat af allerede etablerede navne. Med deres meget tekniske musik blev de frontnavne inden for 70'ernes progressive rock. Opløsningen kom i 1978, da punken slog igennem og ordet "progressiv" blev et skældsord.
Palmer dannede derefter sit eget band PM, der kun nåede at udgive et enkelt album "One P.M." inden Palmer opløste det i juni 1980. Derefter var Palmer med til at danne en ny supergruppe Asia sammen med Steve Howe og John Wetton fra Yes samt Geoff Downes fra bl.a. King Crimson.
Efter tre plader med Asia gik gruppen i opløsning, og Palmer dannede gruppen 3 sammen med Keith Emerson og Robert Berry i 1987. De udsendte pladen To the Power of Three inden de gik i opløsning.
I 1990 var Carl Palmer med i en gendannelse af Asia, og i slutningen af 1991 blev det til endnu en gendannelse af ELP, der havde haft Cozy Powell som erstatning for Palmer i inkarnationen Emerson, Lake & Powell. De udsendte flere plader og gruppen holdt sammen ind til 1997. Siden da har Carl Palmer kørt en solo-karriere og spillet i diverse konstellationer.